# 熊谷嘉人
熊谷 嘉人（くまがい よしと、1959年 - ）は日本の薬学者（衛生化学）。筑波大学教授。薬学博士（福岡大学、1988年）。日本毒性学会理事長。日本薬学会、日本衛生学会などに所属している。

## 経歴
- 1982年 福岡大学薬学部卒業
- 1988年 福岡大学大学院薬学研究科博士課程修了、福岡大学薬学博士、論文の名は「モルモットにおけるMorphine新代謝経路の解明に関する研究[1]」。
- 1989年　カリフォルニア大学ロサンゼルス校（UCLA）医学部分子薬理学博士研究員
- 1992年 旧環境庁国立環境研究所地域環境部主任研究員
- 1994年 筑波大学社会医学系講師
- 1999年 筑波大学社会医学系助教授
- 2003年 筑波大学社会医学系教授
- 2004年 筑波大学大学院人間総合科学研究科教授
- 2018年 日本毒性学会理事長[2]

## 受賞歴
- 2009年「酸化ストレスおよび化学修飾を生じる環境物質を対象としたフィールドサイエンスと実験科学の融合」により日本薬学会学術振興賞